# Criptosociedad
Una criptosociedad es una comunidad virtual cifrada. Es casi imposible crear una "verdadera" criptosociedad, ya que tomaría demasiado tiempo y recursos para cifrar todas las interacciones humanas. Por lo tanto, casi todas las comunidades cifradas están en Internet con ordenadores para ayudar a los usuarios en el cifrado de sus interacciones.
Por lo general, estas comunidades emplean la criptografía de clave pública para asegurar que sus usuarios puedan hablar libremente entre sí con una probabilidad reducida en gran medida de que alguien escuche sus conversaciones. Es común para estas comunidades evitar identificadores de la vida real, en lugar de eso usan seudonimato o anonimato, de modo que los miembros se conocen entre sí por su reputación.
Algunas sociedades cifradas que existen en la actualidad son:
- Freenet
- Invisible IRC Project (PII)
- I2P
- Remailers anónimos